# Ayumi Ryo
Ayumi Ryo (jap. 愛弓 りょう Ryo Ayumi; ur. 27 października 1982 w prefekturze Saitama) – japońska aktorka AV grająca w filmach dla dorosłych. Wcześniej znana jako Ayumi Miura (三浦 歩美).

## Życiorys
Powodem jej debiutu było zaproszenie do branży przez osobę, którą poznała przez przyjaciela, ale kiedy została zapytana, czy chcę nakręcić AV, pomyślała: „Nie jestem w stanie tego zrobić”. Jednak ostatecznie zdecydowała, że chce spróbować, więc postanowiła dołączyć do agencji i zadebiutować. W styczniu 2019 roku zadebiutowała w filmie dla dorosłych „その顔、身体、ピュアな心。君のすべては美しい。 三浦歩美 36歳 AV DEBUT” jako Ayumi Miura, ekskluzywna aktorka studia Honmono Hitodzuma należącego do SOD Create. Jej agencją wówczas była ARROWS. Od lipca została ekskluzywną aktorką studia Madonna, a w listopadzie została wybrana jako wizerunkowa kobieta kampanii „Zamężnych dojrzałych kobiet w filmach dla dorosłych”.
7 maja 2021 roku Ayumi ogłosiła na swoim koncie na Twitterze, że zmieniła nazwisko na Ryo (Ayumi Ryo) oraz że jej agencją jest ACT, a na jej stronie pojawiła się data urodzenia (27 października 1982). Wcześniej jej data urodzenia nie była znana, ale w momencie debiutu mówiło się, że jest 36-letnią mężatką z czteroletnim synem.
W tygodniu rozpoczynającym się 22 sierpnia 2022 roku film z jej udziałem „汗ほとばしる人妻の圧倒的な腰振りで、僕は一度も腰を動かさずに中出ししてしまった。愛弓りょう” zajął pierwsze miejsce w rankingu wypożyczalni FANZA.
W czerwcu 2023 roku ukazała się jej wielkoformatowa fotoksiążka „清澄～せいちょう～”. Chociaż w przeszłości były już wydawane jej cyfrowe fotoksiążki, po raz pierwszy wydała publikację w wersji papierowej.

## Filmografia

### Filmy dla dorosłych
| #                | Data            | Tytuł | Kod wideo | Producent      | Uwagi | Przy.  |
| Jako Ayumi Miura |                 | |           |                | |        |
| 2019             |                 | |           |                | |        |
| 1                | 24 stycznia     | その顔、身体、ピュアな心。君のすべては美しい。 三浦歩美 36歳 AV DEBUT | SDNM-181  | SOD Create     | Debiut AV | [ 3 ]  |
| 2                | 21 lutego       | その顔、身体、ピュアな心。君のすべては美しい。 三浦歩美 36歳 第2章 月・火・水・木 旦那と息子を見送ってすぐ快楽を求め毎日絶頂し続けた4日間4SEX 平日15時まで限定 1対1の白昼不倫    | SDNM-188  | SOD Create     | | [ 13 ] |
| 3                | 21 marca        | その顔、身体、ピュアな心。君のすべては美しい。 三浦歩美 36歳 第3章 禁欲明けの焦らし責めで敏感な身体は理性崩壊 旦那が仕事中ず～っと他人棒でイキっぱなし12時間                     | SDNM-192  | SOD Create     | | [ 14 ] |
| 4                | 11 kwietnia     | その顔、身体、ピュアな心。君のすべては美しい。 三浦歩美 36歳 第4章 子どもじゃなくて欲しいのはただ快感だけ…旦那以外に初めて許した生中出し                                         | SDNM-197  | SOD Create     | | [ 15 ] |
| 5                | 9 maja          | その顔、身体、ピュアな心。君のすべては美しい。 三浦歩美 36歳 第5章 朝から晩までSEX・SEX・ず～っとSEX 絶倫男たちと連続生中出し2発・3発・8発 計13発                                | SDNM-200  | SOD Create     | | [ 16 ] |
| 6                | 6 czerwca       | その顔、身体、ピュアな心。君のすべては美しい。 三浦歩美 36歳 最終章 家族3人で暮らすマイホームをとび出し1日中生チ○ポをよがりSEXに明け暮れた孕ませ中出し温泉調教                   | SDNM-201  | SOD Create     | | [ 17 ] |
| 7                | 25 lipca        | 電撃移籍 三浦歩美 Madonna専属デビュー4本番 「ずっとアナタに逢いたかった…。」 | JUY-905   | Madonna        | Debiut w studiu Madonna, w tym samym czasie film został również wydany na Blu-ray                                            | [ 6 ]  |
| 8                | 25 sierpnia     | Madonna専属 三浦歩美 第2弾！！ 本格背徳ドラマに初挑戦！！ 燃えるような熱いキスが忘れられなくて…。                                                                                | JUY-939   | Madonna        | W tym samym czasie film został również wydany na Blu-ray                                                                     | [ 18 ] |
| 9                | 25 września     | Madonna専属 第3弾！！令和最初の台風がやって来た！！ 暴風雨 妻が里帰り出産中 妻の姉と二人だけの夜 三浦歩美                                                                        | JUY-974   | Madonna        | | [ 19 ] |
| 10               | 25 października | 専属・三浦歩美が悶え狂う渾身の激情性交！！ 密着セックス ～夫の友人に温もりを求めた不貞交尾～                                                                                     | JUL-009   | Madonna        | | [ 20 ] |
| 11               | 7 listopada     | マドンナが誇る最強専属W豪華初共演！！ 逆3Pハーレム同窓会 | JUL-021   | Madonna        | | [ 21 ] |
| 12               | 12 grudnia      | 本物人妻10名の初公開デビュー前秘蔵映像&12名のベスト中出しセックス 合計23SEX収録総集編2枚組8時間                                                                                  | SDNM-223  | SOD Create     | | [ 22 ] |
| 13               | 25 grudnia      | 交換夫婦NTR 窓越しに目撃した妻と友人の衝撃的浮気映像 | JUL-302   | Madonna        | | [ 23 ] |
| 2020             |                 | |           |                | |        |
| 14               | 7 marca         | 夫の上司に犯●れ続けて7日目、私は理性を失った…。 三浦歩美 | JUL-155   | Madonna        | | [ 24 ] |
| 15               | 7 kwietnia      | 妻には口が裂けても言えません、義母さんを孕ませてしまったなんて…。-1泊2日の温泉旅行で、我を忘れて中出ししまくった僕。- 三浦歩美                                                   | JUL-186   | Madonna        | | [ 25 ] |
| 16               | 7 maja          | 抱かれたくない男に死にたくなるほどイカされて… 三浦歩美 | JUL-209   | Madonna        | | [ 26 ] |
| 17               | 7 czerwca       | 母の友人 三浦歩美 | JUL-242   | Madonna        | | [ 27 ] |
| 18               | 7 lipca         | 羞恥に濡れた、ランジェリー。 三浦歩美 | JUL-274   | Madonna        | | [ 28 ] |
| 19               | 25 lipca        | 専属1周年 初総集編！！！ 三浦歩美 The First Best 8時間 | JUSD-884  | Madonna        | Pierwsza kompilacja wydana z okazji pierwszej rocznicy debiutu Ayumi Miury w Madonnie                                        | [ 29 ] |
| 20               | 7 sierpnia      | 今夜、僕は童貞を捨てられるかもしれない-。 三浦歩美 | JUL-285   | Madonna        | | [ 30 ] |
| 21               | 7 września      | 若い男の欲望に晒された人妻の痴態を淫らに実写化！！ 原作:ミルフ書房 あこがれの叔母を寝取る 三浦歩美                                                                               | URE-057   | Madonna        | | [ 31 ] |
| 22               | 7 października  | 四六時中、娘婿のデカチ○ポが欲しくて堪らない義母の誘い 三浦歩美 | JUL-336   | Madonna        | Ostatnia produkcja pod starym nazwiskiem                                                                                     | [ 32 ] |
| Jako Ayumi Ryo   |                 | |           |                | |        |
| 2021             |                 | |           |                | |        |
| 23               | 7 czerwca       | アナタの心と股間を撃ちヌク愛の弓―。 大型専属 愛弓りょう Madonnaデビュー 子宮の最深部を貫く濃厚中出し3本番                                                                        | JUL-592   | Madonna        | Debiut pod nowym nazwiskiem, w tym samym czasie film został również wydany na Blu-ray                                        | [ 33 ] |
| 24               | 7 lipca         | 人妻秘書、汗と接吻に満ちた社長室中出し性交 最高級の美魔女が贈る極上の接吻《中出し》傑作ドラマ！！ 愛弓りょう                                                                     | JUL-631   | Madonna        | W tym samym czasie film został również wydany na Blu-ray                                                                     | [ 34 ] |
| 25               | 7 sierpnia      | 地元へ帰省した三日間、人妻になっていた憧れの同級生と時を忘れて愛し合った記録―。 愛弓りょう                                                                                       | JUL-664   | Madonna        | | [ 35 ] |
| 26               | 14 września     | NGR ―ナガサレ― 義兄に犯●れ初めての絶頂を知った嫁 愛弓りょう | JUL-695   | Madonna        | | [ 36 ] |
| 27               | 12 października | 出張先のビジネスホテルでずっと憧れていた女上司とまさかまさかの相部屋宿泊 愛弓りょう                                                                                              | JUL-729   | Madonna        | | [ 37 ] |
| 28               | 9 listopada     | 愛弓りょう×熟れコミ！！ 原作:みな本 妻に黙って即売会に行くんじゃなかった | URE-074   | Madonna        | W tym samym czasie film został również wydany na Blu-ray                                                                     | [ 38 ] |
| 29               | 14 grudnia      | 秘湯輪● 人里離れた辺境の混浴温泉で快楽に溺れゆく美しき人妻―。 愛弓りょう | JUL-793   | Madonna        | | [ 39 ] |
| 2022             |                 | |           |                | |        |
| 30               | 11 stycznia     | 汗ほとばしる人妻の圧倒的な腰振りで、僕は一度も腰を動かさずに中出ししてしまった。 愛弓りょう                                                                                      | JUL-824   | Madonna        | | [ 40 ] |
| 31               | 8 lutego        | 卒業式の後に…大人になった君へ義母からの贈り物―。 マドンナ専属美熟女が艶やかな色気で門出を祝う―。 愛弓りょう                                                                      | JUL-854   | Madonna        | W tym samym czasie film został również wydany na Blu-ray                                                                     | [ 41 ] |
| 32               | 8 marca         | 私の自慢の嫁ちゃんを晒します。 《専属》スーパー美魔女の初『晒し』！！ 愛弓りょう                                                                                                 | JUL-887   | Madonna        | | [ 42 ] |
| 33               | 5 kwietnia      | 下着モデルNTR 取引先とカメラマンに溺れた妻の【閲覧注意】寝取られ映像 愛弓りょう                                                                                                  | PFES-039  | Madonna        | W tym samym czasie film został również wydany na Blu-ray                                                                     | [ 43 ] |
| 34               | 10 maja         | 甘い囁きに流されるまま、僕は大学を留年するまで、人妻との巣篭もりSEXに溺れて…。 愛弓りょう                                                                                        | JUL-954   | Madonna        | | [ 44 ] |
| 35               | 14 czerwca      | 永遠に終わらない、中出し輪●の日々。 愛弓りょう | JUL-983   | Madonna        | | [ 45 ] |
| 36               | 28 czerwca      | 愛弓りょう The First Anniversary 3枚組12時間 ～8頭身のGカップ美熟女、マドンナ専属1周年記念『初』ベスト～                                                                         | JUSD-979  | Madonna        | Najlepsze momenty z okazji pierwszej rocznicy Ayumi Ryo w Madonnie, w tym samym czasie film został również wydany na Blu-ray | [ 46 ] |
| 37               | 12 lipca        | 人生初の黒人解禁！！ 黒人に溺れた人妻 愛弓りょう | JUQ-014   | Madonna        | | [ 47 ] |
| 38               | 9 sierpnia      | 妻の妊娠中、オナニーすらも禁じられた僕は上京してきた義母・りょうさんに何度も種付けSEXをしてしまった…。 愛弓りょう                                                                | JUQ-048   | Madonna        | | [ 48 ] |
| 39               | 13 września     | ヌードモデルNTR 上司と羞恥に溺れた妻の衝撃的浮気映像 愛弓りょう | JUQ-080   | Madonna        | | [ 49 ] |
| 40               | 11 października | 取引先の傲慢社長に中出しされ続けた出張接待。 専属美女、イイ女のスーツ『美』―。 愛弓りょう                                                                                        | JUQ-112   | Madonna        | | [ 50 ] |
| 41               | 13 grudnia      | 愛弓りょう 圧巻の痴態誘惑コラボ！！ 原作・HGTラボ 自治会の人妻はとてもHでした。副会長・一ノ瀬真美編 童貞男を翻弄する美人妻の濃密筆おろし交尾を実写化！！                         | URE-088   | Madonna        | W tym samym czasie film został również wydany na Blu-ray                                                                     | [ 51 ] |
| 2023             |                 | |           |                | |        |
| 42               | 10 stycznia     | 息子の友達の制御不能な絶倫交尾でイカされ続けて… 愛弓りょう | JUQ-190   | Madonna        | | [ 52 ] |
| 43               | 14 lutego       | マドンナ×痴女特化 その名も『アチージョ』爆誕！！ イイオンナに抱かれたい―。追撃連射 チクパコ オイルエステ M男責めフルコース 愛弓りょう                                            | ACHJ-001  | Madonna/ACHIJO | W tym samym czasie film został również wydany na Blu-ray                                                                     | [ 53 ] |
| 44               | 28 marca        | 愛する夫の為に、身代わり週末肉便器。 超絶倫極悪オヤジに、孕むまで何度も中出しされ続けて…。 愛弓りょう                                                                            | JUQ-208   | Madonna        | | [ 54 ] |
| 45               | 25 kwietnia     | 汗が滴る夏の日の69～シックスナイン～情交 俯瞰映像で見る卑猥な中年交尾 愛弓りょう                                                                                                 | JUQ-230   | Madonna        | | [ 55 ] |
| 46               | 23 maja         | 毎晩響く隣の奥さんの喘ぎ声が気になった僕は…～欲求不満な人妻と汗だくになってヤリまくった昼下がり～ 愛弓りょう                                                                     | JUQ-254   | Madonna        | | [ 56 ] |
| 47               | 13 czerwca      | 愛弓りょう The 2nd Anniversary 3枚組12時間 | JUMS-023  | Madonna        | Zbiór kompilacji z okazji drugiej rocznicy                                                                                   | [ 57 ] |
| 48               | 27 czerwca      | ママ友に誘われたマッチングアプリで、‘推しの年下’を一緒に甘く飼い慣らす。 | JUQ-285   | Madonna        | | [ 58 ] |
| 49               | 25 lipca        | 美尻と魔性の微笑みで僕を誘惑する人妻パーソナルトレーナー逆NTR 愛弓りょう | JUQ-324   | Madonna        | | [ 59 ] |
| 50               | 22 sierpnia     | 母をイジメっ子の同級生にNTRれたいじめられっ子の僕 愛弓りょう | JUQ-351   | Madonna        | | [ 60 ] |
| 51               | 26 września     | ストリップ劇場で舞う人妻 愛弓りょう | JUQ-380   | Madonna        | | [ 61 ] |
| 52               | 24 października | 『大人になっても、青春したい―。』 マドンナW専属人妻とお泊り不倫 最高級中出しスイートルーム                                                                                       | ACHJ-026  | Madonna/ACHIJO | W tym samym czasie film został również wydany na Blu-ray                                                                     | [ 62 ] |
| 53               | 28 listopada    | マドンナが誇る最高峰のGカップ美熟女が、ソーププレイで魅せる！！ 身も心も相性抜群の2人―。’想い’と’唇’が重なる濃密接吻ソープ 愛弓りょう                                            | JUQ-446   | Madonna        | | [ 63 ] |
| 54               | 26 grudnia      | 慰安旅行NTR ～性欲を持て余した会社の上司どもに妻が輪●された…～ 愛弓りょう | JUQ-482   | Madonna        | | [ 64 ] |
| 55               | 26 grudnia      | 世界一豪華な記念作！！ マドンナ20周年記念 湯煙舞う中出し無制限史上初ALL専属バスツアー！！前編 4時間OVER 2枚組！！                                                                | JUQ-510   | Madonna        | Projekt z okazji 20. rocznicy studia Madonna, w tym samym czasie film został również wydany na Blu-ray                       | [ 65 ] |
| 2024             |                 | |           |                | |        |
| 56               | 9 stycznia      | Madonna20周年記念！！豪華専属の共演作品！！ 修学旅行の下見先で先輩女教師2人と相部屋…一泊二日で計10発、夜が明けるまで何度も何度も抜かれまくった僕                                 | JUQ-532   | Madonna        | W tym samym czasie film został również wydany na Blu-ray                                                                     | [ 66 ] |
| 57               | 30 stycznia     | 世界一豪華な記念作！！マドンナ20周年記念 感動と絶頂のフィナーレ 湯煙舞う中出し無制限史上初ALL専属バスツアー！！後編 ～大競’宴’はまだまだ終わらない！！中出し無制限の大乱交！！～ | JUQ-511   | Madonna        | Druga część projektu z okazji 20. rocznicy studia Madonna, w tym samym czasie film został również wydany na Blu-ray          | [ 67 ] |
| 58               | 13 lutego       | イイオンナだって酔い乱れたい夜がある。 愛弓りょうがひたすら痴女りまくる逆ナン生ハメはしご酒SEX                                                                                   | ACHJ-036  | Madonna/ACHIJO | | [ 68 ] |
| 59               | 27 lutego       | この会社、全員ドM―。中間‘射精’管理職の人妻 歪んだ性癖溢れるオフィスを裏で操るドS痴女―。 愛弓りょう                                                                               | JUQ-569   | Madonna        | | [ 69 ] |
| 60               | 26 marca        | 日常を持て余す人妻達に、悪戯されて、搾精され続けて… 今宵、僕は’ハプニングバー’で童貞を捧げた。                                                                                   | JUQ-616   | Madonna        | | [ 70 ] |
| 61               | 23 kwietnia     | リゾートプールNTR 水面に映る人妻の美しくも汚れた本気の衝撃映像 専属イイ女×大人のビキニ、本気のNTRシリーズ誕生―。 愛弓りょう                                                      | JUQ-639   | Madonna        | Dystrybucja rozpoczęła się 19 kwietnia                                                                                       | [ 71 ] |
| 62               | 14 maja         | 愛弓りょう The 3rd Anniversary Best 3枚組12時間 | JUMS-072  | Madonna        | Dystrybucja rozpoczęła się 10 maja, wydanie specjalne                                                                        | [ 72 ] |
| 63               | 28 maja         | 巨乳で美しい妻が僕の叔父にキメセク中出しで何度もエビ反り絶頂させられていた。 媚薬NTR 愛弓りょう                                                                                  | JUQ-673   | Madonna        | Dystrybucja rozpoczęła się 24 maja                                                                                           | [ 73 ] |
| 64               | 25 czerwca      | Madonna専属３周年記念 愛弓りょう 初緊縛作品!! 麻縄に溺れた人妻 | JUQ-751   | Madonna        | Dystrybucja rozpoczęła się 21 czerwca                                                                                        | [ 74 ] |
| 65               | 23 lipca        | 愛を認めさせたくて妻と絶倫の後輩を2人きりにして3時間…抜かずの追撃中出し計16発で妻を奪われた僕のNTR話                                                                             | JUQ-806   | Madonna        | Dystrybucja rozpoczęła się 19 lipca                                                                                          | [ 75 ] |
| 66               | 27 sierpnia     | 触られ、弄ばれて、ブッ掛けられて 痴漢集団による 真夏の満員電車での チ●ポ包囲網―。                                                                                                | JUQ-856   | Madonna        | Dystrybucja rozpoczęła się 23 sierpnia                                                                                       | [ 76 ] |
| 67               | 24 września     | 原作：ビフィダス 交わりの宿 雑誌掲載時にアンケート1位独走＆電子書籍で記録的売り上げを叩き出した超人気作を忠実実写化!!                                                            | URE-115   | Madonna        | Dystrybucja rozpoczęła się 20 września                                                                                       | [ 77 ] |
| 68               | 22 października | 俺の肉便器人妻、お貸しします。 １０発中出しするまで帰れない、言いなり極悪成金オヤジ宅訪問。                                                                                      | JUQ-927   | Madonna        | Dystrybucja rozpoczęła się 18 października                                                                                   | [ 78 ] |
| 69               | 26 listopada    | 下着泥棒したら部屋に監禁されて―手足拘束/強制搾精/淫語ヘッドホン洗脳…etc 懲役3日：人妻に性癖矯正を施された青年。                                                                  | JUQ-988   | Madonna        | Dystrybucja rozpoczęła się 22 listopada                                                                                      | [ 79 ] |

### Filmy dla dorosłychVR
| #                | Data        | Tytuł | Kod wideo | Producent  | Uwagi                                       | Przy.  |
| Jako Ayumi Miura |             | |           |            |                                             |        |
| 2019             |             | |           |            |                                             |        |
| 1                | 26 kwietnia | 超大型連休G.WスペシャルJOI 10日間毎日日替わりでオナニー指示してもらえるVR！                                                                                                | 3DSVR-439 | SOD Create | Pierwszy film VR z jej udziałem             | [ 80 ] |
| 2                | 17 maja     | 不倫情熱セックス ～獣のように求め合う60分間の汗だく情事～ 三浦歩美 | 3DSVR-445 | SOD Create |                                             | [ 81 ] |
| 3                | 14 czerwca  | 隣に住む美人若妻の家に預けられて秘密のおままごと 三浦歩美 | 3DSVR-460 | SOD Create |                                             | [ 82 ] |
| 4                | 1 lipca     | 誘惑時短逆レ×プVR 旦那が席を外した数分間、奥さんに何度も無理やり強●中出しSEXで精子を絞りとられるVR 三浦歩美                                                                | 3DSVR-471 | SOD Create |                                             | [ 83 ] |
| 5                | 15 sierpnia | 精力料理を食べさせフル勃起ち○ぽを一度入れたら離さないスッポンま○こで連続SEXする変態女将 三浦歩美                                                                           | 3DSVR-503 | SOD Create |                                             | [ 84 ] |
| 2020             |             | |           |            |                                             |        |
| 6                | 6 listopada | 三浦歩美マドンナ専属初VR！！一ヶ月ぶりの密会―濃密性交 人妻ラブホテル不倫                                                                                                   | JUVR-074  | Madonna    | Ostatnia produkcja VR pod starym nazwiskiem | [ 85 ] |
| Jako Ayumi Ryo   |             | |           |            |                                             |        |
| 2021             |             | |           |            |                                             |        |
| 7                | 24 września | VR初登場！！愛弓りょう 貴方の心と股間をVRでも愛の弓で撃ちヌク！！ 理性を狂わす囁き淫語で骨抜きとなった僕をトロットロに蕩けさせる文系人妻の小悪魔焦らし誘惑                 | JUVR-124  | Madonna    | Pierwsza produkcja VR pod nowym nazwiskiem  | [ 86 ] |
| 2022             |             | |           |            |                                             |        |
| 8                | 8 kwietnia  | 発射無制限 密着生中出し アナタの身も心も蕩かす極上体験。 専属 愛弓りょう入店！！ 桃源郷ソープVR                                                                            | JUVR-142  | Madonna    |                                             | [ 87 ] |
| 2024             |             | |           |            |                                             |        |
| 9                | 5 stycznia  | 超高画質８KVR 『あーあ、もう帰れなくなっちゃったね』確信犯的にホテルへ連れ込み僕を犯す女上司 新卒の僕は一歩も動けずに朝まで中出しさせられ続けてしまった。                  | JUVR-182  | Madonna    |                                             | [ 88 ] |
| 10               | 8 marca     | 超高画質!!8KVR 「こういうのしてみたかったのぉ」 優しくて綺麗な友達の母・りょうさんの弱みを握って言いなり!のはずが欲求不満で一気に痴女化!!そのまま快楽堕ちで中出し懇願SEX!! | JUVR-185  | Madonna    |                                             | [ 89 ] |

### Inne
| #              | Data        | Tytuł | Kod wideo | Producent  | Uwagi                                                                | Przy.  |
| Jako Ayumi Ryo |             | |           |            |                                                                      |        |
| 2021           |             | |           |            |                                                                      |        |
| 1              | 2 listopada | 配信限定 ハメ撮り MADOOOON!!!! マドンナ専属女優の『リアル』解禁。 愛弓りょう                                                                           | MDON-001  | Madonna    | Dystrybucja wideo                                                    | [ 90 ] |
| 2022           |             | |           |            |                                                                      |        |
| 2              | 2 sierpnia  | 配信限定 ハメ撮り MADOOOON!!!! マドンナ専属女優の『リアル』解禁。Season 2 愛弓りょう                                                                   | MDON-023  | Madonna    | Dystrybucja wideo                                                    | [ 91 ] |
| 2023           |             | |           |            |                                                                      |        |
| 3              | 26 czerwca  | 清澄～せいちょう～/愛弓りょう | NNSSA-004 | oldman par | Obraz wideo                                                          | [ 92 ] |
| 4              | 7 listopada | 配信限定 ハメ撮り MADOOOON!!!! マドンナ専属女優の『リアル』解禁。濃密ラブホテル SEASON JEALOUSY 愛弓りょう                                             | MDON-039  | Madonna    | Dystrybucja wideo                                                    | [ 93 ] |
| 2024           |             | |           |            |                                                                      |        |
| 5              | 24 grudnia  | 3周年記念“初DVD化!! MADOOOON!!!!エンジョイ・セックスinアイランド TypeA『DVD限定』※配信無しエディション マドーン愛弓りょう出演3作品合計230分収録2枚組!! | JUR-008   | Madonna    | Pierwsze wydanie DVD z okazji 3. rocznicy „MADOOOON!!!!” (wydanie A) | [ 94 ] |
| 6              | 24 grudnia  | 3周年記念“初DVD化!! MADOOOON!!!!エンジョイ・セックスinアイランド TypeB 特典映像 寝起きどっきりハメ撮りSEX収録Ver.                                      | JUR-009   | Madonna    | Pierwsze wydanie DVD z okazji 3. rocznicy „MADOOOON!!!!” (wydanie B) | [ 95 ] |